# Periconodon
Periconodon és un gènere extint de primats de la família dels notàrctids que visqueren a l'Europa occidental durant l'Eocè, fa entre 40,4 i 48,6 milions d'anys. Se n'han trobat restes fòssils a Alemanya, França i Suïssa. Eren més grossos que les espècies dels gèneres Anchomomys i Nievesia i si fa no fa igual de grossos que Buxella, del qual es distingeixen pel fet de tenir les dents postcanines més estretes. Així i tot, eren primats menuts que pesaven un màxim de 900 g i, en algunes espècies, ni tan sols no arribaven a 100 g. Devien menjar tant insectes com matèria vegetal.